# Geoffrey Williams
Geoffrey Michael Williams (* 1965 in London) ist ein britischer Songwriter, Soul- und Popsänger. Sein größter kommerzieller Erfolg war die Single Cinderella, die 1989 Platz neun der deutschen Charts erreichte.

## Werdegang
Zu Beginn seiner musikalischen Laufbahn tourte Geoffrey Williams als Sänger der Gruppe Caleche durch Großbritannien. Dabei fiel er Talentsuchern auf und bekam 1988 seinen ersten Plattenvertrag. Die Musik des Sohnes westindischer Eltern war durch Lionel Richie, James Ingram, Michael Jackson und Chaka Khan beeinflusst.
Die Single Cinderella vom Album Heroes, Spies and Gypsies wurde Anfang 1989 ein Top-10-Hit in Deutschland (Platz 9) und wenig später ein Top-30-Erfolg in der Schweiz (Platz 24). Ende des Jahres hatte Williams mit Blue einen Radiohit. Das Lied vom Album Prisoner of Love stieg im November auf Platz 27 der deutschen Airplaycharts und war dort insgesamt 12 Wochen gelistet.
1992 gelang dem Briten mit den Singles It’s Not a Love Thing (Platz 63), das auch Platz 70 in den Billboard Hot 100 erreichte, und Summer Breeze (Platz 56) der Sprung in die britische Hitparade. Nach drei Jahren Chartabstinenz konnten sich 1995 mit Sex Life (Platz 71) und I Guess I Will Always Love You (Platz 79) zwei Lieder vom Album The Drop in den UK-Charts platzieren. Drive vom gleichen Longplayer stand im Januar 1997 auf Platz 52 im Vereinigten Königreich. Im Februar 1998 schaffte es I Guess I Will Always Love You auch in die deutsche Charts und belegte Platz 92.
Neben seiner Gesangskarriere machte sich Williams einen Namen als Songwriter. Er schrieb u. a. für Eternal und Billy Mann, war aber auch Co-Autor von Whatever Happens, einem Track auf Michael Jacksons Album Invincible. Ein geplantes Album bekam den Arbeitstitel Sidewinder, veröffentlicht wurde jedoch 2011 Yes Is the Answer!.

## Diskografie

### Alben
| Jahr | Titel Musiklabel                  | Höchstplatzierung, Gesamtwochen, AuszeichnungChartsChartplatzierungen (Jahr, Titel, Musiklabel, Platzierungen, Wochen, Auszeichnungen, Anmerkungen) | Anmerkungen                                                                   |
| Jahr | Titel Musiklabel                  | DE | Anmerkungen                                                                   |
| ---- | --------------------------------- | --- | ----------------------------------------------------------------------------- |
| 1989 | Heroes, Spies and Gypsies Polydor | DE48 (7 Wo.)DE | Erstveröffentlichung: März 1989 Produzenten: Andi Longhurst, Christopher Neil |

Weitere Alben
- 1989: Prisoner of Love (Atlantic)
- 1991: Bare (Giant)
- 1997: The Drop (Movement Records)
- 2008: Move into Soul (Absolute)
- 2011: Yes Is the Answer! (Kobalt Music)

### Singles
| Jahr | Titel Album                             | Höchstplatzierung, Gesamtwochen, AuszeichnungChartplatzierungen (Jahr, Titel, Album, Platzierungen, Wochen, Auszeichnungen, Anmerkungen) | Höchstplatzierung, Gesamtwochen, AuszeichnungChartplatzierungen (Jahr, Titel, Album, Platzierungen, Wochen, Auszeichnungen, Anmerkungen) | Höchstplatzierung, Gesamtwochen, AuszeichnungChartplatzierungen (Jahr, Titel, Album, Platzierungen, Wochen, Auszeichnungen, Anmerkungen) | Höchstplatzierung, Gesamtwochen, AuszeichnungChartplatzierungen (Jahr, Titel, Album, Platzierungen, Wochen, Auszeichnungen, Anmerkungen) | Höchstplatzierung, Gesamtwochen, AuszeichnungChartplatzierungen (Jahr, Titel, Album, Platzierungen, Wochen, Auszeichnungen, Anmerkungen) | Höchstplatzierung, Gesamtwochen, AuszeichnungChartplatzierungen (Jahr, Titel, Album, Platzierungen, Wochen, Auszeichnungen, Anmerkungen) | Anmerkungen |
| Jahr | Titel Album                             | DE | CH | UK | US | R&B | Dance | Anmerkungen |
| ---- | --------------------------------------- | --- | --- | --- | --- | --- | --- | --- |
| 1988 | Cinderella Heroes, Spies and Gypsies    | DE9 (19 Wo.)DE | CH24 (5 Wo.)CH | — | — | R&B87 (5 Wo.)R&B | — | Erstveröffentlichung: Juli 1988 inkl. Zitat aus Hall & Oates’ I Can’t Go for That (No Can Do) Autoren: James Hawkins, Simon Mark Stirling, Stephen John Warwick, Geoffrey Michael Williams |
| 1992 | It’s Not a Love Thing Bare              | — | — | UK63 (2 Wo.)UK | US70 (9 Wo.)US | R&B79 (5 Wo.)R&B | — | Erstveröffentlichung: März 1992 Autoren: Pete Glenister, Geoffrey Williams, Monroe Jones, Simon Sterling                                                                                   |
| 1992 | Summer Breeze                           | — | — | UK56 (3 Wo.)UK | — | — | — | Erstveröffentlichung: August 1992 Autoren: Dash Crofts, James Seals |
| 1995 | Sex Life The Drop                       | — | — | UK71 (2 Wo.)UK | — | — | — | Erstveröffentlichung: April 1995 Autoren: Chuck Norman, Geoffrey Williams |
| 1995 | I Guess I Will Always Love You The Drop | DE92 (3 Wo.)DE | — | UK79 (2 Wo.)UK | — | — | — | Erstveröffentlichung: August 1995 Charteintritt in DE erst im Februar 1998 Autoren: Mykaell Riley, Geoffrey Williams                                                                       |
| 1996 | I Don’t Want to Talk About It The Drop  | — | — | — | — | — | Dance26 (9 Wo.)Dance | Erstveröffentlichung: Februar 1996 Autor: Chuck Norman |
| 1997 | Drive The Drop                          | — | — | UK52 (2 Wo.)UK | — | — | Dance28 (10 Wo.)Dance | Erstveröffentlichung: Januar 1997 Autoren: Chuck Norman, Geoffrey Williams |

Weitere Singles
- 1987: There’s a Need in Me
- 1988: Lipstick
- 1989: Blue
- 1989: Prisoner of Love
- 1992: Deliver Me Up
- 1995: Free Your Mind
- 1997: A Drop of Geoffrey Williams
- 2005: Somewhere on a Beach
- 2011: Yes Is the EP!